# Zbysław Zając
Zbysław Zając (* 9. September 1933 in Rożny; † 7. Januar 1985 in Szczecin (Stettin)) war ein polnischer Bahnradsportler und Radsporttrainer.

## Sportliche Laufbahn
Zbysław Zając war von 1952 bis 1965 als Radsportler im Bahnradsport aktiv und dabei auf die Kurzzeitdisziplinen spezialisiert. In diesen Jahren wurde er sieben Mal polnischer Meister im Sprint auf der Bahn, zweimal auf dem Tandem und 1954 einmal in der Mannschaftsverfolgung mit der Mannschaft des Vereins CWKS Warschau über vier Kilometer. 1955, 1956, 1958 und 1962 wurde er Vizemeister im Sprint. Fünfmal stellte er einen nationalen Rekord über 200 Meter auf. Damit ist er auf nationaler Ebene der bisher beste Sprinter aus Polen (Stand 2017). Er war in seiner Karriere Mitglied zweier Vereine seiner Heimatstadt, von 1952–1954 und 1958–1960 beim Verein Czarni, sowie von 1961–1965 bei Ogniwa Szczecin. Sein Trainer war der frühere Bahnsprinter Joseph Kupczak.
Zając war der erste Sprinter aus Polen, der auch international erfolgreich war; zehn Mal nahm er zwischen 1955 und 1965 an UCI-Bahn-Weltmeisterschaften teil, konnte aber keine vordere Platzierung erreichen. 1964 startete er bei den Olympischen Spielen in Tokio im Sprint und schied im Viertelfinale gegen den Franzosen und späteren Bronzemedaillengewinner Daniel Morelon aus. Den Großen Preis im Sprint konnte er zweimal (1963 und 1964) gewinnen. Beim Großen Preis der DDR war er 1962 und 1964 erfolgreich. Zając war der erste polnische Bahnsprinter, der in Westeuropa einen Sprinterpreis gewinnen konnte (1962 im dänischen Aarhus).

## Berufliches
Seine ursprüngliche Ausbildung absolvierte Zbysław Zając zum Elektromechaniker, später machte er einen Abschluss als Elektroingenieur an der Technischen Hochschule von Szczecin. Nach Beendigung seiner aktiven Sportlerlaufbahn wurde Zając Trainer der polnischen Bahn-Nationalmannschaft.

## Ehrungen
Zając wurde mit dem Ritterkreuz des Ordens Odrodzenia Polski ausgezeichnet. 1988 wurde die Radrennbahn in Stettin nach ihm Tor Kolarski im. Zbysława Zająca benannt.

## Privates
Er war verheiratet, hatte eine Tochter und starb an Krebs. Er liegt in Feld 92a auf dem Zentralfriedhof Stettin begraben.

## Erfolge
1954
- Polnischer Meister in der Mannschaftsverfolgung

1957
- Polnischer Meister im Sprint

1959
- Polnischer Meister im Sprint

1960
- Polnischer Meister im Sprint

1961
- Polnischer Meister im Sprint

1963
- Polnischer Meister im Sprint und Tandem

1964
- Polnischer Meister im Sprint und Tandem

1965
- Polnischer Meister im Sprint